# Parc de Montigalà
Parc de Montigalà är en park i Spanien.   Den ligger i provinsen Província de Barcelona och regionen Katalonien, i den östra delen av landet, 500 km öster om huvudstaden Madrid. Parc de Montigalà ligger 49 meter över havet.
Terrängen runt Parc de Montigalà är varierad. Havet är nära Parc de Montigalà åt sydost.  Närmaste större samhälle är Barcelona, 9,4 km sydväst om Parc de Montigalà. Runt Parc de Montigalà är det i huvudsak tätbebyggt.